# Christian Friedrich Duttenhofer

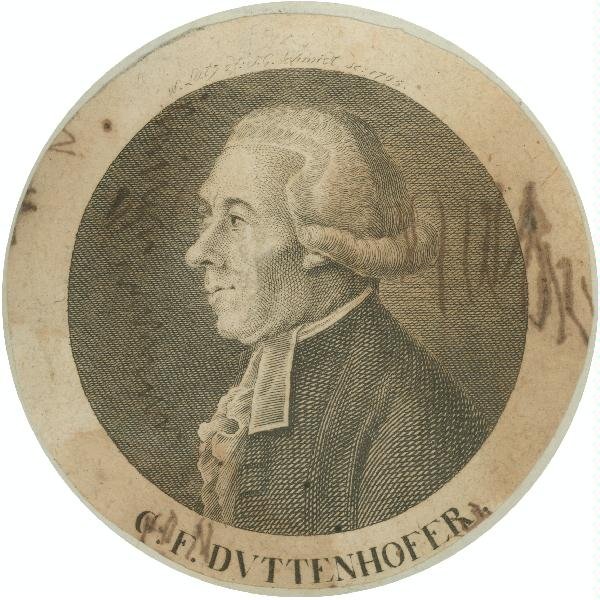
Christian Friedrich Duttenhofer. Stich von Johann Gottfried Schmidt (1795)

Christian Friedrich Duttenhofer (* 3. Februar 1742 in Nürtingen; † 18. März 1814 in Heilbronn) war ein deutscher evangelischer Theologe.

## Leben
Christian Friedrich Duttenhofer war ein Sohn des Nürtinger Spitalmeisters und Bürgermeisters Jakob Friedrich Duttenhofer. Er stammte von dessen zweiter Ehefrau Johanna Elisabeth, geb. Spitteler. Einer seiner älteren Brüder war der Pfarrer und Seidenraupenexperte Christoph Friedrich Duttenhofer.
Christian Friedrich Duttenhofer besuchte die Lateinschule in Nürtingen und ab 1756 die Klosterschule in Denkendorf. 1758 nahm er sein Studium in Tübingen auf. Nach dem Studium wurde er zunächst Hauslehrer im Haushalt eines seiner Brüder, der in Leipzig als Kaufmann lebte. Dies gab ihm Gelegenheit, weitere Vorlesungen, etwa bei Christian August Crusius und Christian Fürchtegott Gellert, zu hören. Weitere Hauslehrerstellen hatte Christian Friedrich Duttenhofer in Greifswald und in Hamburg inne. Er bereiste auch England und Frankreich, ehe er 1771 seine kirchliche Laufbahn als Diakon in Beilstein begann. 1777 wurde er Pfarrer in Gronau, 1779 wechselte er nach Heilbronn. Hier wurde er Prediger an der Hauptkirche, schließlich Prälat, Generalsuperintendent der Diözese Heilbronn und Oberkonsistorialrat.

## Werke
Schon früh interessierte sich Christian Friedrich Duttenhofer für pädagogische Belange. Aus dem Jahr 1778 stammen seine Predigten über die Erziehung der Kinder, die in Stuttgart verlegt wurden. Als Dekan und Konsistorialrat arbeitete Christian Friedrich Duttenhofer 1803 ein Schulprogramm aus, das auf den Ideen des katholischen Schulreformers Johann Ignaz von Felbiger beruhte. Das Programm wurde allerdings nicht in die Wirklichkeit umgesetzt.
Ein anderes Arbeitsgebiet Duttenhofers war die Auseinandersetzung mit dem Pietismus und verwandten Strömungen. Er vertrat hier einen radikal aufklärerischen Standpunkt. 1787 kamen die Freymüthige[n] Untersuchungen über Pietismus und Orthodoxie heraus, 1796 bis 1799 veröffentlichte er die mehrbändige Geschichte der Religionsschwärmereyen in der christlichen Kirche in Heilbronn und Rothenburg ob der Tauber. Dieses Werk wurde in einer späteren Auflage von 1802 in Geschichte der christlichen Religion, ihrer Entstellung, Verfälschung, Wiederherstellung umbenannt.
Weitere Werke waren die Predigten zur Beförderung eines vernünftigen und rechtschaffenen Christenthums von 1792, der Versuch über den letzten Grundsatz der christlichen Sittenlehre von 1801 und die Betrachtungen über die Geschichte des Christenthums von 1813.

## Sonstiges
1806 erteilte ihm die Universität Helmstädt die Doktorwürde.
Christian Friedrich Duttenhofers Sohn Christian Duttenhofer (1778–1846) wurde Kupferstecher. Er heiratete die Scherenschneiderin Christiane Luise Hummel.